# Шамберлан, Шарль Эдуард
Шарль Эдуард Шамберлан (12 марта 1851, Шийи-ле-Виньобль, Франция — 2 мая 1908, Париж) — французский бактериолог и химик, ученик и соратник Луи Пастера.

## Биография
Родился в семье учителя Огюста Шамберлана. Учился в лицее в Лон-ле-Сонье, а затем в коллеже Роллена в Париже. В 1871 году выдержал вступительный конкурс сразу в два учебных заведения — Политехническую школу и Высшую нормальную школу, в итоге сделав выбор в пользу последней. После её окончания в 1874—1875 годах преподавал в лицее в Ниме. В 1875 году вернулся в свою alma mater как ассистент Луи Пастёра и в дальнейшем на протяжении многих лет сотрудничал с ним, в том числе как руководитель исследований в частной лаборатории Пастёра (1879—1888). С созданием Пастеровского института (1888) занял должность заместителя директора (до 1904 года).

Мне кажется, что как бы Пастер ни был гениален, он недалеко ушел бы в своей борьбе с посланниками смерти без этих верных, преданных юношей — Ру, Шамберлана и Тюиллье.— Поль де Крайф (де Крюи). Охотники за микробами. Издательство: Молодая гвардия. Москва. 1957. Страниц :485

## Научные работы
Основные научные работы посвящены вакцинации против сибирской язвы.
- 1880 — Совместно с Луи Пастером получил первую действительную вакцину против куриной холеры.
- 1882 — Создал первый бактериальный фильтр, который вскоре станет известен как Свеча Шамберлана.
- Исследовал микробные токсины.
- Сторонник микробной теории возникновения и передачи инфекционных болезней.

## Список использованной литературы
- Биологи. Биографический справочник.— Киев.: Наук. думка, 1984.— 816 с.: ил